# Сірано де Бержерак
Еркюль Савіньєн Сірано де Бержерак (фр. Hercule Savinien Cyrano de Bergerac) (6 березня 1619, Париж — 28 липня 1655) — французький письменник, драматург (філософсько-фантастичні романи «Інший світ, або Держави та імперії Місяця» (фр. L’Autre monde ou les états et empires de la Lune), «Держави та імперії Сонця» (фр. Les États et Empires du Soleil); перша у Франції комедія в прозі «Осміяний педант» (фр. Le Pédant joué)). Ім'я при народженні — Еркюль Савіньєн де Сірано (фр. Hercule Savinien de Cyrano). «де Бержерак» додав до свого імені та прізвища у 1639 році на честь розташованого неподалік Парижа родинного маєтку, на той час уже проданого. До міста Бержерак на півдні Франції письменник не має стосунку.
На його честь названо астероїд 3582 Сірано.

## Біографія
Сірано народився 6 березня 1619 р. в Парижі, відвідував колеж у Бове, потім разом із Мольєром відвідував навчальні заняття філософа Гассенді. Вступив на військову службу у віці 20 років. Сірано брав участь в облозі Аррасу (1640), під яким був поранений.
Вважають, що він помер 28 липня 1655 року у містечку Саннуа від закритої черепно-мозкової травми, яку отримав через падіння важкого дерев'яного бруса під час входу до будинку герцога д'Арпадйона. Не виключають й того, що на Сірано був скоєний замах його недругами, під час якого він отримав тяжку рану, від якої врешті й помер. Можливо в організації замаху брав участь його рідний брат Авель. На сьогодні також існує припущення, що смерть Сірано заподіяли наслідки сифілісу.

## Прототип
Сірано прославив Едмон Ростан у своїй п'єсі Сірано де Бержерак («фр. Cyrano de Bergerac»), де його зобразив довгоносим талановитим поетом і фехтувальником.
Сірано послужив прототипом Сен-Сав'єна — персонажа роману «Острів попереднього дня» Умберто Еко. Багато висловів Сен-Сав'єна було запозичено з творів Сірано де Бержерака.